# او-۵۶۸
او-۵۶۸ (به آلمانی: U-568) یک او-بوت آلمانی از نوع ۷سی بود که در جریان جنگ جهانی دوم در کریگس‌مارینه خدمت کرد.

## تاریخچه عملیاتی
او-۵۶۸ روز کریسمس سال ۱۹۴۱ از فاصله نزدیک چهار اژدر به طرف اچ‌ام‌اس کورویا، ناوچه سبک نیروی دریایی بریتانیا شلیک کرد. این شناور بریتانیایی حدود پانصد نفر از اسرای آلمانی و ایتالیایی را که از کشتی غرق‌شده دیگری از آب گرفته بود، با خود به اسکندریه می‌برد. یکی از اژدرها به ناوچه اصابت و آن را به دو نیم کرد. هیچ یک از سرنشینان سالویا زنده نماندند. آماری دقیقی از تلفات این حادثه در دست نیست اما برآورد می‌شود دست کم ۵۵۰ نفر بوده باشد.
او-۵۶۸ به فرماندهی ناوسروان یواخیم پرویس ماه اکتبر سال ۱۹۴۱ در جریان گشت‌زنی در اقیانوس اطلس شمالی، در یک عمل گروهی در کنار چند او-بوت دیگر، کاروان سی‌اس-۴۸ متفقین را مورد حمله قرار داد. شناورهای کانادایی محافظ این کاروان از آمریکایی‌ها درخواست کمک کردند. با وجود این که ایالات متحده همچنان در این زمان بی‌طرفی ظاهری خود را حفظ کرده بود، سه ناوشکن آمریکایی از ایسلند عازم کمک شدند. او-۵۶۸ با اژدر یواس‌اس کارنی، یکی از ناوشکن‌های آمریکایی را مورد اصابت قرار داد. کشتی جنگی آمریکایی غرق نشد اما ۱۱ تن از سرنشینان آن کشته شدند. یواس‌اس کارنی نیز به شدت با پرتاب خرج عمقی پاسخ او-۵۶۸ را داد که ساعت‌ها به طول انجامید. او-۵۶۸ آسیب دید اما به هر صوت توانست از این موقعیت خارج شود. این حادثه یکی از جرقه‌های اولیه ورود مستقیم ایالات متحده به جنگ دانسته شده است.